# Muriaza
Muriaza è una circoscrizione rurale (rural ward) della Tanzania situata nel distretto di Butiama, regione del Mara. Conta una popolazione di 10 203 abitanti (censimento 2012).